# Dominación sexual masculina

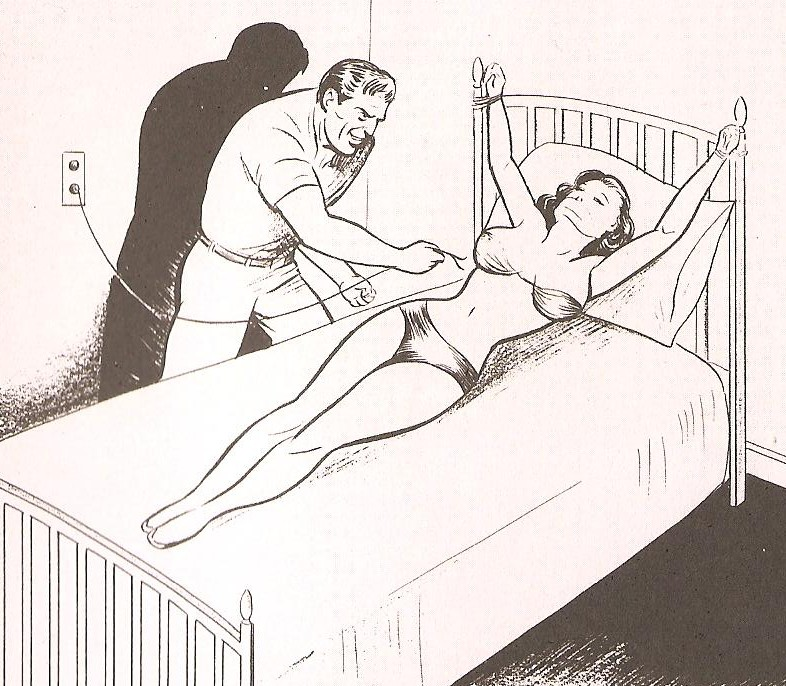
Un ejemplo de dominación masculina.

La dominación masculina, o dominancia sexual masculina (también conocida en inglés como Maledom), hace referencia a una actitud dominante del hombre en las relaciones sexuales entre un hombre y su pareja. Se puede referir también a las actividades BDSM donde la persona dominante es un hombre.

## Origen y causas
La dominación sexual masculina en las relaciones sexuales es defendida por algunos psicólogos como una fantasía sexual de la mujer. Aunque también es preciso tener en cuenta que la misma psicología evolucionista ha sido objeto de varias críticas, las cuales pueden calificarla fácilmente como pseudociencia, puesto que sus afirmaciones carecen del criterio de falsabilidad o perpetuan roles de género que pueden ser considerados sexistas.
Existen diversas teorías que defienden que las mujeres se sienten atraídas por los hombres dominantes. Según la teoría evolucionista, durante de miles de años, los humanos han vivido en cavernas (Caveman Theory), y los actuales humanos son descendientes de los machos alfa dominantes de entonces y de las mujeres que se sentían atraídas por estos machos alfa. Por selección natural, los genes de los hombres débiles, y los genes de las mujeres que no les atraían los hombres dominantes, se habrían extinguido. De este modo, según esta teoría las mujeres se sentirían atraídas por los hombres dominantes en las relaciones sexuales.[cita requerida]
Por otro lado, existe otra teoría basada en que la dominancia sexual masculina libera a las mujeres de los sentimientos de culpa o vergüenza asociados a los impulsos sexuales. Estudios relacionados con la fantasía de la violación en las mujeres, se basan en la hipótesis de la liberación de culpa.
Un estudio de 2006 afirma que las mujeres se sienten más atraídas de forma inconsciente hacia los hombres dominantes.
Un estudio de 1995 indica que el 71% de los varones heterosexuales prefiere un papel dominante, y el 89% de las mujeres heterosexuales que están activas en el BDSM expresó su preferencia por un papel de sumisión en la relación sexual, lo que sugiere también una preferencia por un macho dominante. Un estudio de 1985 sugiere que aproximadamente el 30% de los participantes en actividades BDSM son mujeres.

## Prácticas
Las prácticas de dominación sexual masculina son comunes al BDSM. Algunas prácticas relacionadas son:
- Bondage
- Felación
- Azotes
- Sujetamiento y tirones del  cabello
- Asfixia erótica
- Bofetadas faciales
- Irrumacion
- Pellizcos en los pezones
- Insultos eróticos
- Apretujamiento impetuoso de senos y trasero femenino
- Sodomía o coito anal
- Nalgadas
- Posiciones sexuales humillantes y sometedoras hacia la hembra

## Ficción
Escenarios Maledom son comunes en la ficción BDSM, incluyendo obras como la Historia de O y las obras de John Norman y Adrian Hunter.